# Бутарлей
Бутарлей (устар. Бутар-Лей) — река в России, протекает по территории Самарской области. Устье реки находится в 303 км от устья Большого Черемшана по левому берегу. Длина реки составляет 11 км, площадь водосборного бассейна — 42,1 км².

## Этимология
По одной версии название происходит от русского бутор (мутить, взбалтывать) и мордовского лей (речка, овраг).

## Данные водного реестра
По данным государственного водного реестра России относится к Нижневолжскому бассейновому округу, водохозяйственный участок реки — Большой Черемшан от истока и до устья. Речной бассейн реки — Волга от верхнего Куйбышевского водохранилища до впадения в Каспий.
Код объекта в государственном водном реестре — 11010000412112100004759.